# 葛优
葛优（1957年4月19日—），河北饒陽人，中国大陸一級演員，现任中国电影表演艺术学会第十四届会长、中华全国总工会文工团名誉团长，享受国务院政府特殊津貼。1993年憑藉電影《大撒把》獲第13屆中國電影金雞獎最佳男主角。1994年主演張藝謀執導的電影《活著》，獲第47屆坎城影展最佳男演員獎，成為首位華人康城影帝。1998年、2002年和2004年三度獲得大眾電影百花獎最佳男主角獎。2011年8月憑藉《趙氏孤兒》獲第14屆中國電影華表獎最佳男演員獎。

## 生平
葛优的父亲葛存壮是老一代电影演员，从1950年代开始即扮演了大量银幕人物，其中多以反面角色为多。主要作品有《小兵张嘎》、《红旗谱》、《大清炮队》等。他对葛优的表演水平的提高也有着很大的影响。而葛优的母亲施文心是北京电影制片厂的剧本编辑，妻子贺聪是复外二小的美术教师，妹妹葛佳也是《北影画报》的编辑，一家可谓是电影世家。
葛優中学毕业后来到北京郊区插队养猪。25岁時，进入全国总工会文工团，成为话剧演员。1984年，葛优在《盛夏和他的未婚妻》中扮演了一个小角色。1988年，葛优参演由王朔的同名小说改编的影片《顽主》，并凭借此片获得了金鸡奖最佳男演员奖的提名。1992年，参演由北京电视台推出的电视系列轻喜剧《编辑部的故事》。这之后的10几年间，葛优扮演了20多位不同的银幕形象。这中间最成功的就是1993年张艺谋執导，根据余华同名小说改编的电影《活着》。在片中，葛优扮演从青年到老年时期的“福贵”，把一个尝尽人间酸甜苦辣的小人物生动地展现在了观众的眼前，也将自身的演技发挥得淋漓尽致，他也因此在1994年的戛纳电影节上夺得华人首位最佳男主角的影帝桂冠。
此外，在《烈火金刚》（何群导演，1991年）中他扮演的伪军小队长颇有人情味和骨气，跳出了传统的反面角色的约束。接着，又在黄健中的《过年》中饰演好色猥瑣又假正经的大姐夫，赢得了百花奖最佳男配角奖。1993年陈凯歌导演的影片《霸王别姬》中葛优扮演的酷爱京剧的「袁四爷」也是一个貌似不重要，卻極為精彩的人物。
葛优外型雖不出眾，但却能突破传统的表演套路，将小人物身上具有人性的一面挖掘出来，使其更贴近真实的生活。葛优以其光头的形象和不慍不火的幽默风格，赢得了众多观众的喜爱。从1997年起，他开始与冯小刚导演合作并成为其首选男一号，共同拍摄了多部贺岁片，一度成为中国贺岁片市场的最大赢家。
2011年12月1日，葛優与英皇娱乐签下为期5年共3部影片的合约。
2018年，葛优主演电影《手机2》。
2019年2月4日，葛优首次参加中央广播电视总台春节联欢晚会演出，与蔡明、潘长江、翟天临、乔杉合演小品《“儿子”来了》。

## 影视作品

### 电影
| 上映年份 | 电影名                     | 角色                 | 备注                 |
| 1985年   | 《盛夏和她的未婚夫》       | 魏学进               |                      |
| 1985年   | 《山的女兒》               | 朱光金               |                      |
| 1985年   | 《女儿楼》                 | 住院精神病患者       |                      |
| 1986年   | 《情投意合》               | 柯年                 |                      |
| 1988年   | 《私奔》                   | 狗剩                 |                      |
| 1988年   | 《顽主》                   | 杨重                 |                      |
| 1988年   | 《代号美洲豹》             | 郑贤平               |                      |
| 1990年   | 《大氣层消失》             | 技师                 |                      |
| 1990年   | 《老店》                   | 季公子               |                      |
| 1990年   | 《马路骑士》               | 香港美食城老闆       |                      |
| 1990年   | 《有人偏偏愛上我》         | 美髮師               |                      |
| 1991年   | 《黄河谣》                 | 黑骨頭               |                      |
| 1991年   | 《过年》                   | 丁圖                 |                      |
| 1991年   | 《烈火金刚》上下集         | 刁世貴               |                      |
| 1991年   | 《新潮姑娘》               |                      |                      |
| 1991年   | 《喜剧明星》               | 葛老师               |                      |
| 1991年   | 《女人·TAXI·女人》         | 張改秀丈夫           |                      |
| 1991年   | 《悲喜人生》               | 導演                 |                      |
| 1992年   | 《离婚大战》               | 大明                 |                      |
| 1992年   | 《决战之后》               | 文強                 |                      |
| 1992年   | 《上一当》                 | 刘杉                 | 又名《滑稽人》       |
| 1992年   | 《父子婚事》               | 大优                 |                      |
| 1992年   | 《大撒把》                 | 顾颜                 | 又名《北京癡男怨女》 |
| 1993年   | 《霸王別姬》               | 袁四爷               |                      |
| 1993年   | 《龍虎群英》               | 黎哈旺               |                      |
| 1993年   | 《寒冰》                   | 单立人               | 又名《消失的女人》   |
| 1994年   | 《天生胆小》               | 管所长               |                      |
| 1994年   | 《活着》                   | 福贵                 |                      |
| 1996年   | 《半生緣》                 | 祝鸿才               |                      |
| 1996年   | 《秦颂》                   | 高渐离               |                      |
| 1997年   | 《有话好好说》             | 民警                 |                      |
| 1997年   | 《甲方乙方》               | 姚远                 |                      |
| 1998年   | 《不见不散》               | 刘元                 |                      |
| 1999年   | 《没完没了》               | 韩冬                 |                      |
| 1999年   | 《蝴蝶的微笑》             | 康平                 |                      |
| 2001年   | 《大腕》                   | 尤优                 |                      |
| 2003年   | 《卡拉是条狗》             | 老二                 |                      |
| 2003年   | 《手机》                   | 严守一               |                      |
| 2004年   | 《天下无贼》               | 黎叔                 |                      |
| 2005年   | 《窒息》                   | 沈潇                 |                      |
| 2006年   | 《夜宴》                   | 厲帝                 |                      |
| 2007年   | 《十品》                   | 寇准                 |                      |
| 2007年   | 《紅美麗》Shanghai Red     | 冯先生               |                      |
| 2007年   | 《命运呼叫转移》之〈山區〉 | 老三                 |                      |
| 2007年   | 《纳妾》                   | 老李                 |                      |
| 2008年   | 《桃花运》                 | 王莽                 |                      |
| 2008年   | 《非诚勿扰》               | 秦奋                 |                      |
| 2009年   | 《气喘吁吁》               | 李强                 |                      |
| 2009年   | 《建国大业》               | 解放军第四野战军团长 | 客串                 |
| 2010年   | 《赵氏孤儿》               | 程婴                 |                      |
| 2010年   | 《让子弹飞》               | 马邦德               |                      |
| 2010年   | 《非诚勿扰2》              | 秦奋                 |                      |
| 2013年   | 《私人订制》               | 杨重                 |                      |
| 2014年   | 《一步之遥》               | 项飞田               |                      |
| 2016年   | 《罗曼蒂克消亡史》         | 陸先生               |                      |
| 2017年   | 《决战食神》               | 洪七                 |                      |
| 2018年   | 《断片之险途夺宝》         | 牙叔                 |                      |
| 2019年   | 《我和我的祖国》           | 張北京               |                      |
| 2019年   | 《兩隻老虎》               | 张成功               |                      |
| 2020年   | 《我和我的家乡》           | 张北京               |                      |
| 2021年   | 《古董局中局》             | 付贵                 |                      |
| 2023年   | 《非诚勿扰3》              | 秦奋                 |                      |
| 2024年   | 《刺猬》                   | 王战团               |                      |
| 2024年   | 《爆款好人》               | 張北京               |                      |
| 2025年   | 《你行！你上！》           | 王子曰               |                      |

### 电视剧
| 年份   | 劇名               | 角色           | 合作演员                                                                                           |
| 1990年 | 《围城》           | 李梅亭         | 陈道明、英达、吕丽萍                                                                               |
| 1991年 | 《编辑部的故事》   | 李冬宝         | 吕丽萍、侯耀华、张瞳、童正维                                                                       |
| 1992年 | 《北洋水师》       | 何 景          | 冯小宁、陈宝国、陈道明、王志飞                                                                     |
| 1993年 | 《我爱我家》       | 纪春生（客串） | 宋丹丹、文兴宇、杨立新、梁天、关凌                                                                 |
| 1995年 | 《北京深秋的故事》 |                | 陈宝国、吴越、李亚鹏、胡军、廖凡、夏力薪                                                           |
| 1996年 | 《上海人在東京》   | 邱明海         | 陈道明、邵兵、阮丹宁、于慧、吴冕、修建、风间杜夫、高桥惠子、伊原刚志、小林昭二、山本未来、本多RuRu |
| 1997年 | 《寇老西儿》       | 寇准           | 陈道明、瞿颖、何赛飞                                                                               |
| 1999年 | 《离婚》           | 老李           | 陶虹、傅彪、丁志文                                                                                 |

## 獎項
| 年份 | 頒獎典禮                          | 獎項           | 作品             | 角色   | 結果 |
| ---- | --------------------------------- | -------------- | ---------------- | ------ | ---- |
| 1991 | 第3届中國電影表演藝術學會金凤凰奖 | 表演学会奖     | 《過年》         | 丁圖   | 獲獎 |
| 1992 | 第15届大众电影百花奖              | 最佳男配角     | 《過年》         | 丁圖   | 獲獎 |
| 1992 | 第10届中国电视金鹰奖              | 最佳男主角     | 《编辑部的故事》 | 李冬寶 | 獲獎 |
| 1993 | 第13届中国电影金鸡奖              | 最佳男主角     | 《大撒把》       | 顧顏   | 獲獎 |
| 1994 | 第47届戛纳电影节                  | 最佳男主角     | 《活着》         | 福贵   | 獲獎 |
| 1998 | 第5届北京大学生电影节             | 最受欢迎男演员 | 《甲方乙方》     | 姚遠   | 獲獎 |
| 1998 | 第21届大众电影百花奖              | 最佳男演员     | 《甲方乙方》     | 姚遠   | 獲獎 |
| 2002 | 第09届北京大学生电影节            | 最受欢迎男演员 | 《大腕》         | 尤優   | 獲獎 |
| 2002 | 第25届大众电影百花奖              | 最佳男演员     | 《大腕》         | 尤優   | 獲獎 |
| 2002 | 第2届华语电影传媒大奖             | 最佳男主角     | 《大腕》         | 尤優   | 獲獎 |
| 2003 | 第10届北京大学生电影节            | 最受欢迎男演员 | 《卡拉是条狗》   | 老二   | 獲獎 |
| 2003 | 第23届中国电影金鸡奖              | 最佳男主角     | 《卡拉是条狗》   | 老二   | 提名 |
| 2004 | 第4届华语电影传媒大奖             | 最佳男主角     | 《卡拉是条狗》   | 老二   | 獲獎 |
| 2004 | 第27届大众电影百花奖              | 最佳男主角     | 《手机》         | 嚴守一 | 獲獎 |
| 2004 | 第4届华语电影传媒大奖             | 最受欢迎男演员 | 《手机》         | 嚴守一 | 獲獎 |
| 2010 | 第30届大众电影百花奖              | 最佳男主角     | 《非誠勿擾》     | 秦奮   | 提名 |
| 2011 | 第14届中国电影华表奖              | 优秀男演员     | 《赵氏孤儿》     | 程嬰   | 獲獎 |
| 2011 | 第18届北京大学生电影节            | 最佳男演员     | 《赵氏孤儿》     | 程嬰   | 獲獎 |
| 2011 | 第6届亚洲电影大奖                 | 最佳男主角     | 《赵氏孤儿》     | 程嬰   | 提名 |
| 2011 | 第11届华语电影传媒大奖            | 最佳男主角     | 《让子弹飞》     | 馬邦德 | 獲獎 |
| 2011 | 第48届金马奖                      | 最佳男主角     | 《让子弹飞》     | 馬邦德 | 提名 |
| 2012 | 第31届香港电影金像奖              | 最佳男主角     | 《让子弹飞》     | 馬邦德 | 提名 |

- 2009年：
  - 第12届中国电影表演学会金凤凰奖-评委会特别奖（《气喘吁吁》、《非诚勿扰》）
  - 12月担任首届澳门国际电影节主席
- 2011年：
  - 第11届华语电影传媒大奖-百家传媒年度致敬电影人（《非诚勿扰1、2》《让子弹飞》《赵氏孤儿》）
  - 第四届百度娱乐沸点“最热门内地男演员”
  - 2010-2011影响世界华人盛典“影响世界华人大奖”
  - 2011年全国五一劳动奖章
  - 新浪2010网络盛典“年度电影男演员”
  - 第五届娱乐大典“年度最具影响力电影男演员”、“年度电影榜样人物”

- 2013年：
  - 2013年9月9日起任中国电影表演艺术学会第十四届理事会会长

- 2014年：
  - 獲法國外交部長頒發法蘭西藝術與文學騎士勳章[2]